# Arne Hansson
Arne Hansson, född 12 juli 1937 i Kristianstad, är en svensk pensionerad officer i Flygvapnet.

## Biografi
Hansson blev fänrik i Flygvapnet vid Skånska flygflottiljen (F 10) 1959. Han befordrades till löjtnant 1961, till kapten 1967, till major 1972, till överstelöjtnant 1973, till överste 1987 och till överste av 1:a graden 1988.
Hansson inledde sin militära karriär vid Skånska flygflottiljen, där han tjänstgjorde som flygare 1959-1963, och som divisionschef 1963-1964.  1965-1967 utbildade han sig vid Militärhögskolan (MHS FTK), och tjänstgjorde vid Försvarsstaben 1967. 1968-1973 var han detaljchef vid Operationsledning 1 vid Försvarsstaben. 1973-1976 återvände han till Skånska flygflottiljen som flygchef. 1976-1979 var han chef för Luftoperationavdelningen vid Östra militärområdesstaben (Milo Ö). 1979-1983 var han chef för sektion 1 vid Södra militärområdesstaben (Milo S). Efter utbildning vid Försvarshögskolan (FHS) 1982, återvände han som chef för Sektion 1 vid Södra sektorstaben i Ängelholm. 1985-1986 var han handläggare vid Försvarsdepartementet. 1986-1989 samt åren 1990-1993 var han chef för Operationsledningen vid Södra militärområdesstaben (Milo S). 1989-1990 var han sektorflottiljchef för Upplands flygflottilj (F 16/Se M). 1993-1995 var han chef för Flygvapnets Halmstadsskolor (F 14). 1995-1997 var han chef för Södra flygkommandot (FK S). Hansson avgick som överste av 1:a graden 1997.
Hansson gifte sig med Gunnel, tillsammans fick de två barn.